# Zwerg-Gelbstern
Der Zwerg-Gelbstern (Gagea pusilla) ist eine Pflanzenart aus der Gattung der Gelbsterne (Gagea). Er darf nicht mit dem Kleinen Gelbstern (Gagea minima) verwechselt werden, der manchmal auch als Zwerg-Gelbstern bezeichnet wird.

## Beschreibung

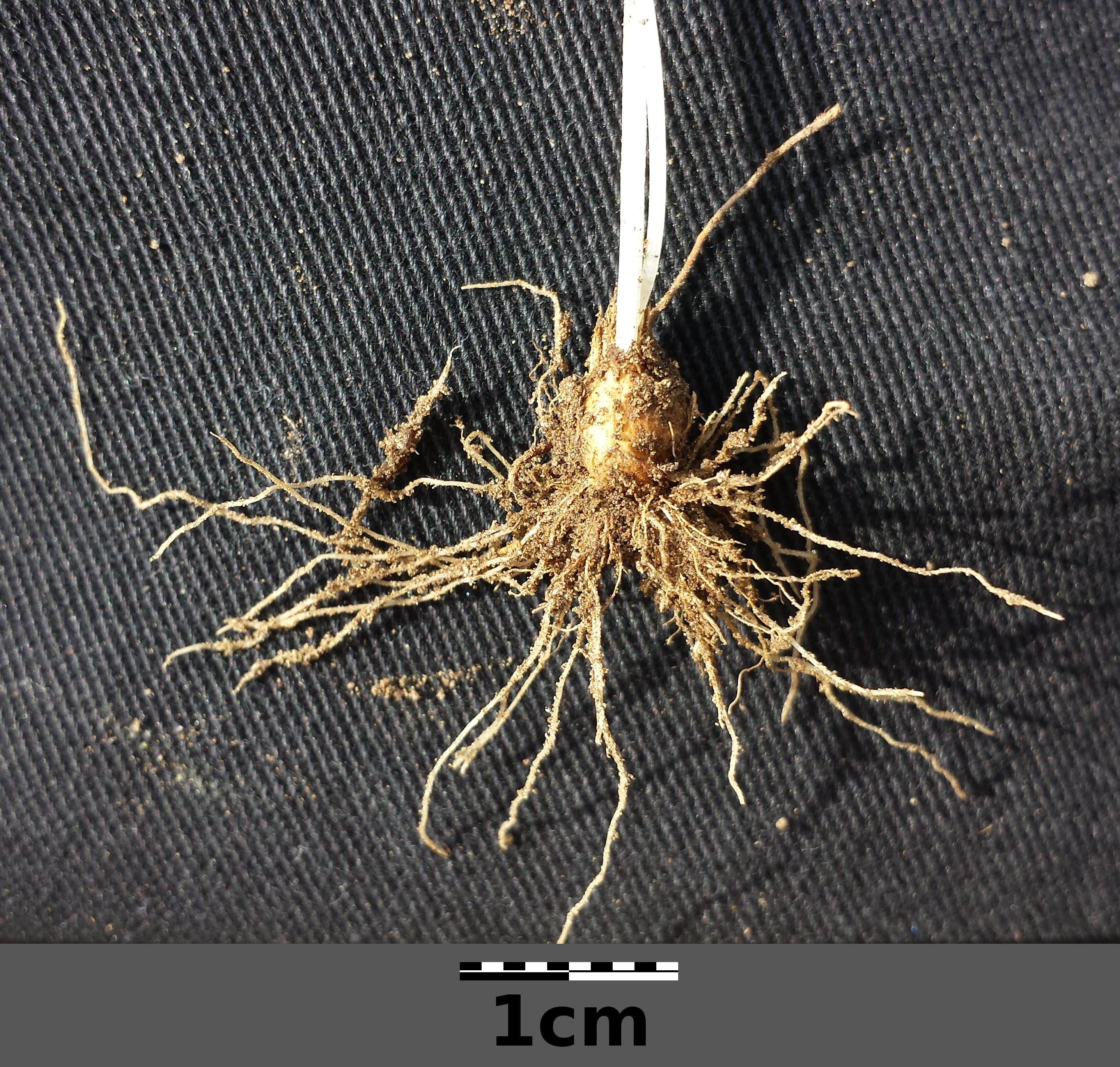
Aufrechte Zwiebel

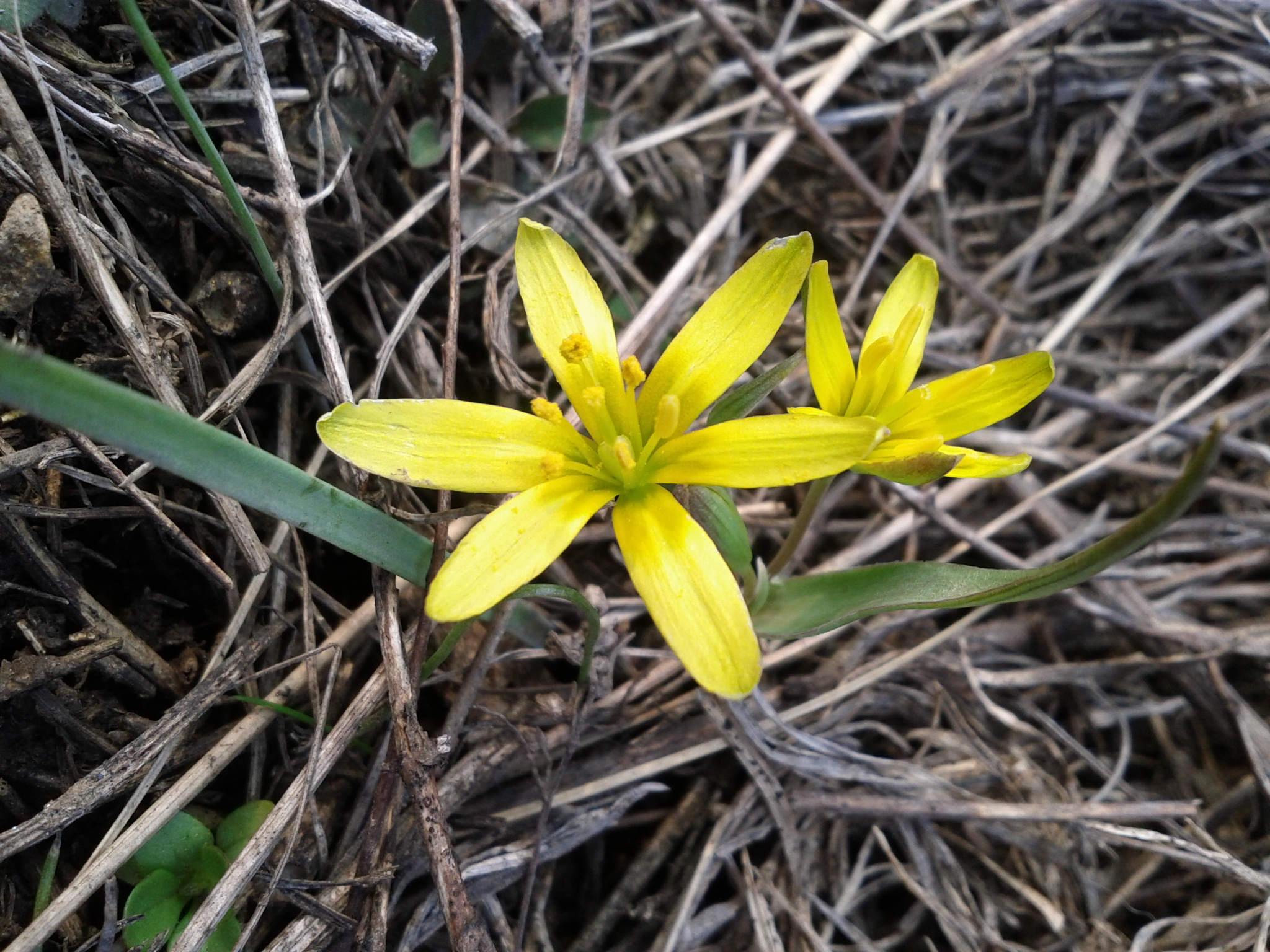
Zwerg-Gelbstern (Gagea pusilla) bei Wien

Der Zwerg-Gelbstern ist eine kleinwüchsige, ausdauernde krautige Pflanze, die eine einzelne (selten zwei), aufrechte, unterirdische Zwiebel als Überdauerungsorgan ausbildet und daher zu den Zwiebelgeophyten gezählt wird. Sie erreicht eine Wuchshöhe von gewöhnlich 3 bis 5, seltener 10 Zentimetern.
Der Zwerg-Gelbstern bildet ein grundständiges, schmal-linealisches, fast fadenförmiges, oft rinnenförmiges, nicht hohles, blaugrünes Laubblatt, das 1,5 bis 3 Millimeter breit ist und gegen die Blattspitze zu schmäler wird. Es überragt zumeist deutlich den Blütenstand.
Unter dem doldenähnlichen Blütenstand werden zwei bis drei fast gegenständige, kahle oder bewimperte, lanzettliche Hochblätter ausgebildet, deren unteres meist länger als der Blütenstand ist. Der armblütige Blütenstand besteht aus ein bis drei, seltener mehr, kleinen, gelben, zwittrigen Blüten, deren längliche, vorne abgerundete Perigonblätter etwa 8 bis 13 Millimeter lang sind. Die Blütenstiele sind kahl. Die Frucht ist eiförmig.
Blütezeit ist von März bis April. Als Frühlingsgeophyt nutzt er das feuchte Frühjahr für die Vegetationsperiode und zieht wenig später ein, um den trockenen Sommer als Zwiebel zu überdauern. Die Art ist diploid mit der Chromosomenzahl 2n = 24.

## Ökologie und Vorkommen
Der Zwerg-Gelbstern tritt in Mitteleuropa in Süd-Mähren, der Slowakei, in Österreich, Ungarn und Südwest-Slowenien auf. Darüber hinaus kommt er von Südosteuropa bis zum Kaukasus vor.
In Österreich ist der Zwerg-Gelbstern im pannonischen Gebiet selten, sonst sehr selten. Er wächst in den Bundesländern Burgenland, Niederösterreich, Wien und unbestätigt in Kärnten in der collinen bis submontanen Höhenstufe in (Halb-)Trockenrasen, Trockengebüschsäumen, auf Kunstrasen, Böschungen, Dämmen, Friedhöfen und selten in Weingärten. Die Art gilt in Österreich als gefährdet.